# Namaka (luna)
 Namaka  (tudi Haumea II) je manjši, notranji naravni satelit pritlikavega planeta Haumeee. Njena začasna oznaka je bila S/2005 (2003 EL61) 2.

## Odkritje
Pri odkritju lune Namaka je sodelovalo večje število ljudi, ki so delovali na Observatoriju Keck v skupini za adaptivno optiko. Ime je dobila po eni izmed hčerk Haumee, ki je bila zaščitnica Havajskega otočja. Najprej ji je skupina odkriteljev dala ime «Blitzen».

## Značilnosti
Luna Namaka obkroži Haumeo v 18 dneh na razdalji 39.300 km. Naklon njene tirnice je 13 ° glede na tirnico druge lune Hiʻiake. Namaka je samo 1,5 % tako svetla kot Haumea 
in ima desetino njene mase. Če ima enak albedo kot Haumea, potem ima premer okoli 170 km .